# Michiyasu Osada
Michiyasu Osada (Saitama, 5 maart 1978) is een voormalig Japans voetballer.

## Carrière
Michiyasu Osada speelde tussen 1996 en 2004 voor Tokyo Verdy, Vissel Kobe, Kyoto Purple Sanga, Okinawa Kariyushi en Shizuoka.